# Miss Monde France
Ne doit pas être confondu avec Miss France ou Miss Universe France.
Pour les articles homonymes, voir Miss.
Miss World France, ou Miss Monde France, est un titre de beauté donné à la candidate représentante de la France au concours Miss Monde depuis 1951.
Initialement, seule la jeune femme portant le titre de Miss France obtient le droit de concourir aux deux principaux concours de beauté internationaux, à savoir Miss Univers et Miss Monde. Cependant, à la suite d'une décision interne du Comité Miss France ou encore aux problèmes de concordance des dates entre les deux événements, il est fréquent et autorisé pour les dauphines de Miss France de participer à l’un des deux concours mondiaux.
L'actuelle récipiendaire est Agathe Cauet, 1re dauphine de Miss France 2023, désignée officiellement Miss World France 2025 le 10 mars 2025.
À ce jour, une seule française a remporté la couronne de Miss Monde : Denise Perrier, élue Miss Monde 1953. Cependant, aucune candidate issue du comité Miss France n’a remporté le titre, Denise Perrier n’ayant jamais participé au concours national.

## Histoire
L’écharpe et le titre officiels de Miss World France sont apparus en 1999 à l'initiative de Michel Leparmentier, membre et animateur du Comité Miss France historique, avec l'élection Sandra Bretonès, aujourd'hui animatrice et présentatrice de télévision, et dont la première dauphine fut Karine Ferri, actuellement animatrice sur TF1. Entre 1999 et 2003, cinq jeunes femmes avaient donc été élues par le Comité Miss France historique fondé en 1954.

## Liste des tenantes du titre
Sur les 71 éditions de Miss Monde, la France s’est classée à 34 reprises.
- Élue Miss Monde
- Dauphine ou finaliste de Miss Monde
- Demi-finaliste de Miss Monde

| Année | Miss World France      | Classement à Miss France                          | Région                    | Résultat à Miss Monde               | Distinction(s) spéciale(s) |
| ----- | ---------------------- | ------------------------------------------------- | ------------------------- | ----------------------------------- | --- |
| 2025  | Agathe Cauet           | 1re dauphine                                      | Nord-Pas-de-Calais        | Non classée                         | Sports Challenge (Top 32 & Top 8 Europe) Head to Head Challenge (Top 20 & Top 5 Europe) Multimedia Challenge (Top 20 & Top 5 Europe)                                            |
| 2023  | Clémence Botino        | Miss France 2020                                  | Guadeloupe                | Top 40                              | Top Model (Top 20 & Top 5 Europe) |
| 2021  | April Benayoum         | 1re dauphine                                      | Provence                  | Top 13                              | Top Model (Top 13) |
| 2019  | Ophély Mézino          | 1re dauphine                                      | Guadeloupe                | 1re dauphine Miss World Europe 2019 | Top Model (3e dauphine) Beauty With a Purpose (Top 10) Sports & Fitness (Top 32)                                                                                                |
| 2018  | Maëva Coucke           | Miss France 2018                                  | Nord-Pas-de-Calais        | Top 12                              | Top Model (Gagnante) Multimedia (Top 5) Head to Head Challenge (Top 20) |
| 2017  | Aurore Kichenin        | 1re dauphine                                      | Languedoc-Roussillon      | Top 5                               | Head to Head Challenge (Groupe 4 / Gagnante) Beauty with a Purpose (Top 20) Top Model (Top 30)                                                                                  |
| 2016  | Morgane Edvige         | 1re dauphine                                      | Martinique                | Top 20                              | Top Model (Top 5) |
| 2015  | Hinarere Taputu        | 1re dauphine                                      | Polynésie française       | Top 11                              | Interview (3e dauphine) Top Model (Top 5) People's Choice Award (Top 5) Sports & Fitness (Top 24)                                                                               |
| 2014  | Flora Coquerel         | Miss France 2014                                  | Orléanais                 | Non classée                         | Interview (Gagnante) World Fashion Designer Dress (Top 5) Top Model (Top 20) People’s Choice Award (Top 23)                                                                     |
| 2013  | Marine Lorphelin       | Miss France 2013                                  | Bourgogne                 | 1re dauphine Miss World Europe 2013 | Interview (Gagnante) World Fashion Designer Dress (Gagnante) Beach Fashion (1re dauphine) Top Model (2e dauphine) Beauty with a Purpose (5e dauphine) Sports & Fitness (Top 20) |
| 2012  | Delphine Wespiser      | Miss France 2012                                  | Alsace                    | Non classée                         | Interview (Top 20) Top Model (Top 57) |
| 2011  | Clémence Oleksy        | 2e dauphine                                       | Auvergne                  | Non classée                         | Top Model (Top 20) Beach Beauty (Top 36) Beauty with a Purpose (Top 77) |
| 2010  | Virginie Dechenaud     | 1re dauphine                                      | Rhône-Alpes               | Top 25                              | Beach Beauty (Top 20) |
| 2009  | Chloé Mortaud          | Miss France 2009                                  | Albigeois Midi-Pyrénées   | 3e dauphine                         | Beach Beauty (3e dauphine) Top Model (Top 12) World Fashion Designer Dress (Top 12)                                                                                             |
| 2008  | Laura Tanguy           | 2e dauphine                                       | Pays de la Loire          | Non classée                         | |
| 2007  | Rachel Legrain-Trapani | Miss France 2007                                  | Picardie                  | Non classée                         | |
| 2006  | Laura Fasquel          | 2e dauphine                                       | Albigeois Midi-Toulousain | Non classée                         | |
| 2005  | Cindy Fabre            | Miss France 2005                                  | Normandie                 | Non classée                         | |
| 2004  | Lætitia Marciniak      | 3e dauphine                                       | Artois-Hainaut            | Non classée                         | |
| 2003  | Virginie Dubois        | Comité Miss France Historique Michel LEPARMENTIER | -                         | Non classée                         | |
| 2002  | Caroline Chamorand     | Comité Miss France Historique Michel LEPARMENTIER | -                         | Non classée                         | |
| 2001  | Emmanuelle Chossat     | Comité Miss France Historique Michel LEPARMENTIER | -                         | Non classée                         | |
| 2000  | Karine Meier           | Comité Miss France Historique Michel LEPARMENTIER | -                         | Non classée                         | |
| 1999  | Sandra Bretonès        | Comité Miss France Historique Michel LEPARMENTIER | -                         | Non classée                         | |
| 1998  | Véronique Caloc        | 1re dauphine                                      | Martinique                | 1re dauphine                        | |
| 1997  | Laure Belleville       | Miss France 1996                                  | Pays de Savoie            | Non classée                         | |
| 1996  | Séverine Deroualle     | 4e dauphine                                       | Anjou                     | Non classée                         | |
| 1995  | Hélène Lantoine        | 1re dauphine                                      | Flandre                   | Non classée                         | |
| 1994  | Radiah Latidine        | 2e dauphine                                       | Guyane                    | Non classée                         | |
| 1993  | Véronique de la Cruz   | Miss France 1993                                  | Guadeloupe                | Top 10                              | |
| 1992  | Linda Hardy            | Miss France 1992                                  | Pays de la Loire          | Non classée                         | |
| 1991  | Mareva Georges         | Miss France 1991                                  | Tahiti                    | Top 10                              | |
| 1990  | Gaëlle Voiry           | Miss France 1990                                  | Aquitaine                 | Non classée                         | |
| 1989  | Peggy Zlotkowski       | Miss France 1989                                  | Aquitaine                 | Non classée                         | |
| 1988  | Claudia Frittolini     | 1re dauphine                                      | Alsace                    | Non classée                         | |
| 1987  | Nathalie Marquay       | Miss France 1987                                  | Alsace                    | 6e dauphine                         | |
| 1986  | Catherine Carew        | Miss France Outre-Mer 1986                        | Guadeloupe                | Non classée                         | |
| 1985  | Nathalie Jones         | Miss France Outre-Mer 1985                        | Nouvelle-Calédonie        | Non classée                         | |
| 1984  | Martine Robine         | Miss France 1984                                  | Normandie                 | Non classée                         | |
| 1983  | Frédérique Leroy       | Miss France 1983                                  | Aquitaine                 | Non classée                         | |
| 1982  | Martine Philipps       | 1re dauphine                                      | Franche-Comté             | Non classée                         | |
| 1981  | Isabelle Benard        | Miss France 1981                                  | Normandie                 | Non classée                         | |
| 1980  | Patricia Barzyk        | Miss France 1980                                  | Jura                      | 2e dauphine                         | |
| 1979  | Sylvie Paréra          | Miss France 1979                                  | Marseille                 | Non classée                         | |
| 1978  | Kelly Hoarau           | 1re dauphine                                      | Réunion                   | Non classée                         | |
| 1977  | Véronique Fagot        | Miss France 1977                                  | Poitou                    | Top 15                              | |
| 1976  | Monique Uldaric        | Miss France 1976                                  | Réunion                   | Non classée                         | |
| 1975  | Sophie Perin           | Miss France 1975                                  | Lorraine                  | Non classée                         | |
| 1974  | Edna Tepava            | Miss France 1974                                  | Tahiti                    | Non classée                         | |
| 1973  | Isabelle Krumacker     | Miss France 1973                                  | Lorraine                  | Non classée                         | |
| 1972  | Claudine Cassereau     | 3e dauphine puis Miss France 1972                 | Poitou                    | Non classée                         | |
| 1971  | Myriam Stocco          | Miss France 1971                                  | Languedoc-Roussillon      | 6e dauphine                         | |
| 1970  | Michelle Beaurain      | Miss France 1970                                  | Île-de-France             | Non classée                         | |
| 1969  | Suzanne Angly          | Miss France 1969                                  | Alsace                    | Top 15                              | |
| 1968  | Nelly Gallerne         | Comité extérieur                                  | -                         | Top 15                              | |
| 1967  | Carole Noe             | Comité extérieur                                  | -                         | Top 15                              | |
| 1966  | Michèle Boule          | Miss France 1966                                  | Cannes                    | Top 15                              | |
| 1965  | Christiane Sibellin    | Miss France 1965                                  | Lyon                      | Top 16                              | |
| 1964  | Jacqueline Gayraud     | Miss France 1964                                  | Vendée                    | Top 16                              | |
| 1963  | Muguette Fabris        | Miss France 1963                                  | Île-de-France             | 5e dauphine                         | |
| 1962  | Monique Lemaire        | Miss France 1962                                  | Côte d'Emeraude           | 2e dauphine                         | |
| 1961  | Michèle Wargnier       | 1re dauphine puis Miss France 1961                | Bretagne                  | 3e dauphine                         | |
| 1960  | Diane Medina           | Comité extérieur                                  | -                         | Top 15                              | |
| 1959  | Marie Hélène Trové     | Comité extérieur                                  | -                         | Non classée                         | |
| 1958  | Claudine Auger         | Comité extérieur                                  | -                         | 1re dauphine                        | |
| 1957  | Claude Inès Navarro    | Comité extérieur                                  | -                         | 5e dauphine                         | |
| 1956  | Geneviève Solare       | Comité extérieur                                  | -                         | Non classée                         | |
| 1955  | Gisèle Thierry         | Comité extérieur                                  | -                         | 5e dauphine                         | |
| 1954  | Claudine Bleuse        | Comité extérieur                                  | -                         | 3e dauphine                         | |
| 1953  | Denise Perrier         | Comité extérieur                                  | -                         | Miss Monde 1953,                    | |
| 1952  | Nicole Drouin          | Miss France 1951                                  | Côte d’Azur               | 5e dauphine                         | |
| 1951  | Jacqueline Lemoine     | Comité extérieur                                  | -                         | 3e dauphine                         | |

### Galerie

#### 2010-2019

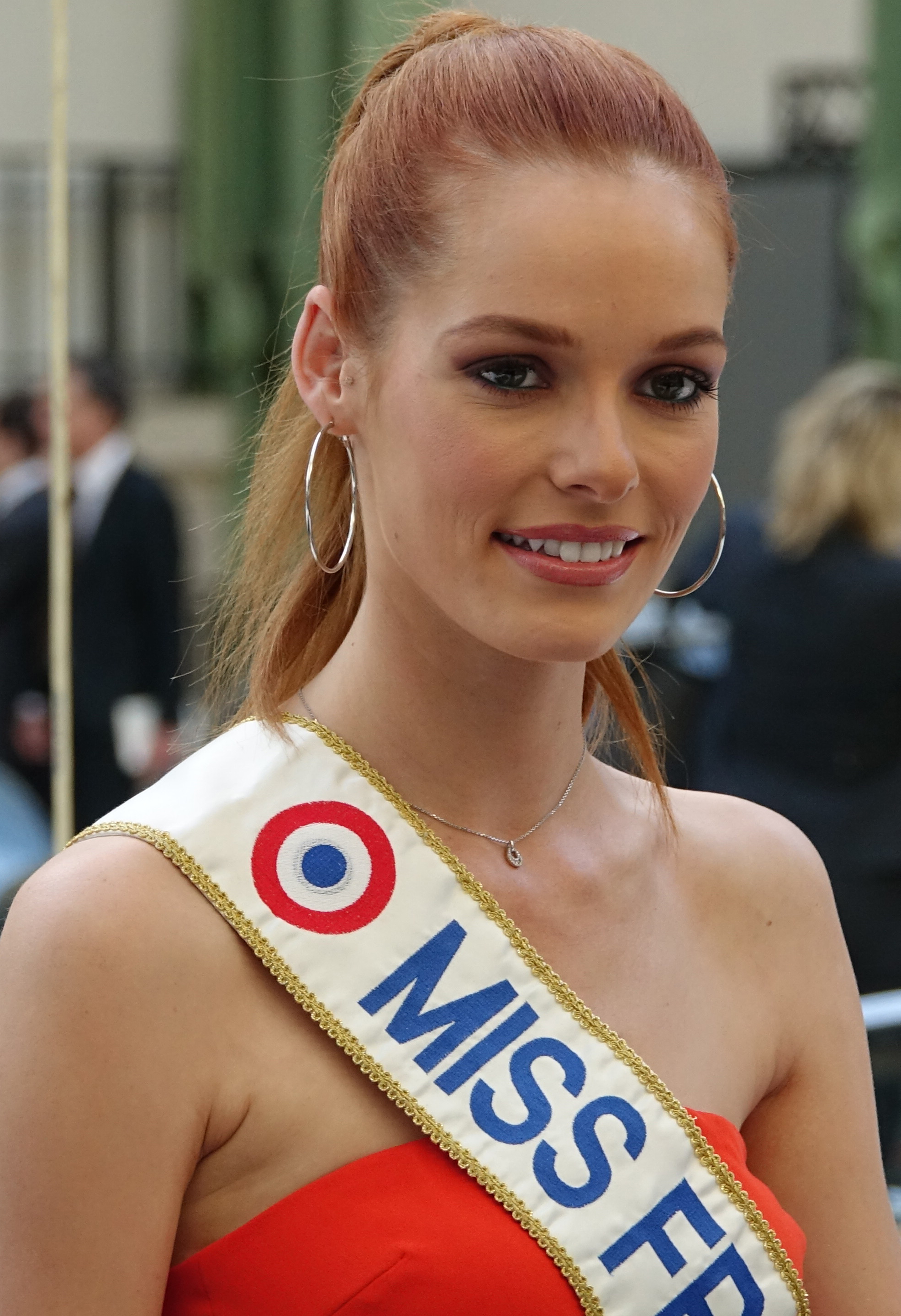
Maëva Coucke, Miss France 2018, Miss World France 2018 et Miss Universe France 2019.
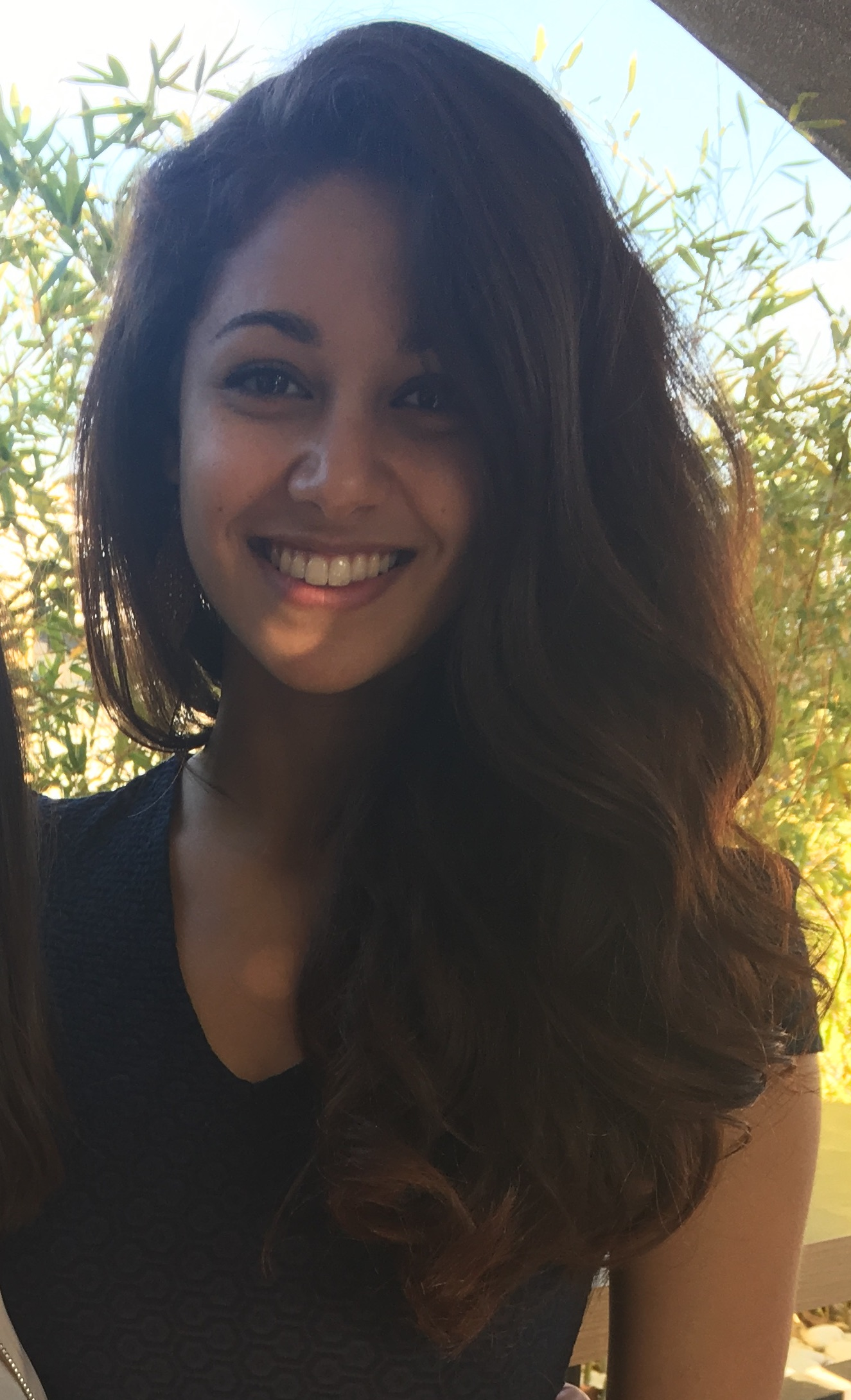
Aurore Kichenin, 1re dauphine de Miss France 2017 et Miss World France 2017.
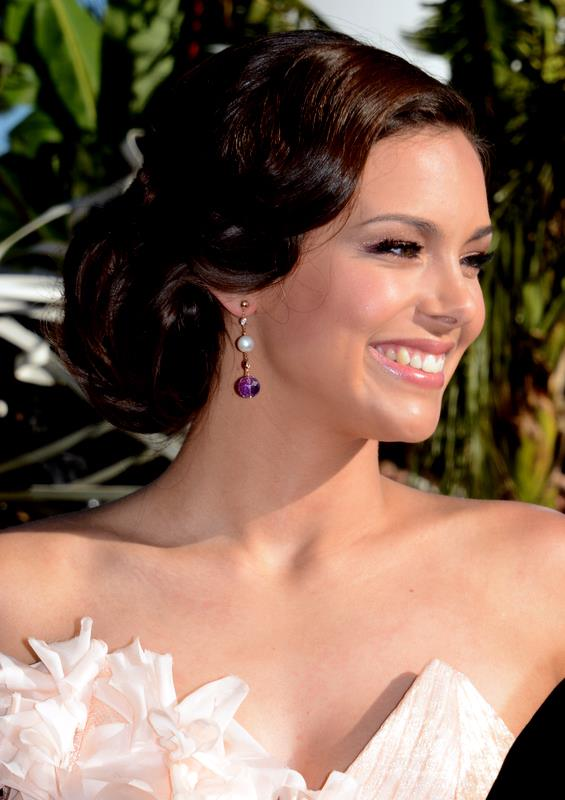
Marine Lorphelin, Miss France, Miss World France, 1re dauphine de Miss Monde et Miss World Europe 2013.
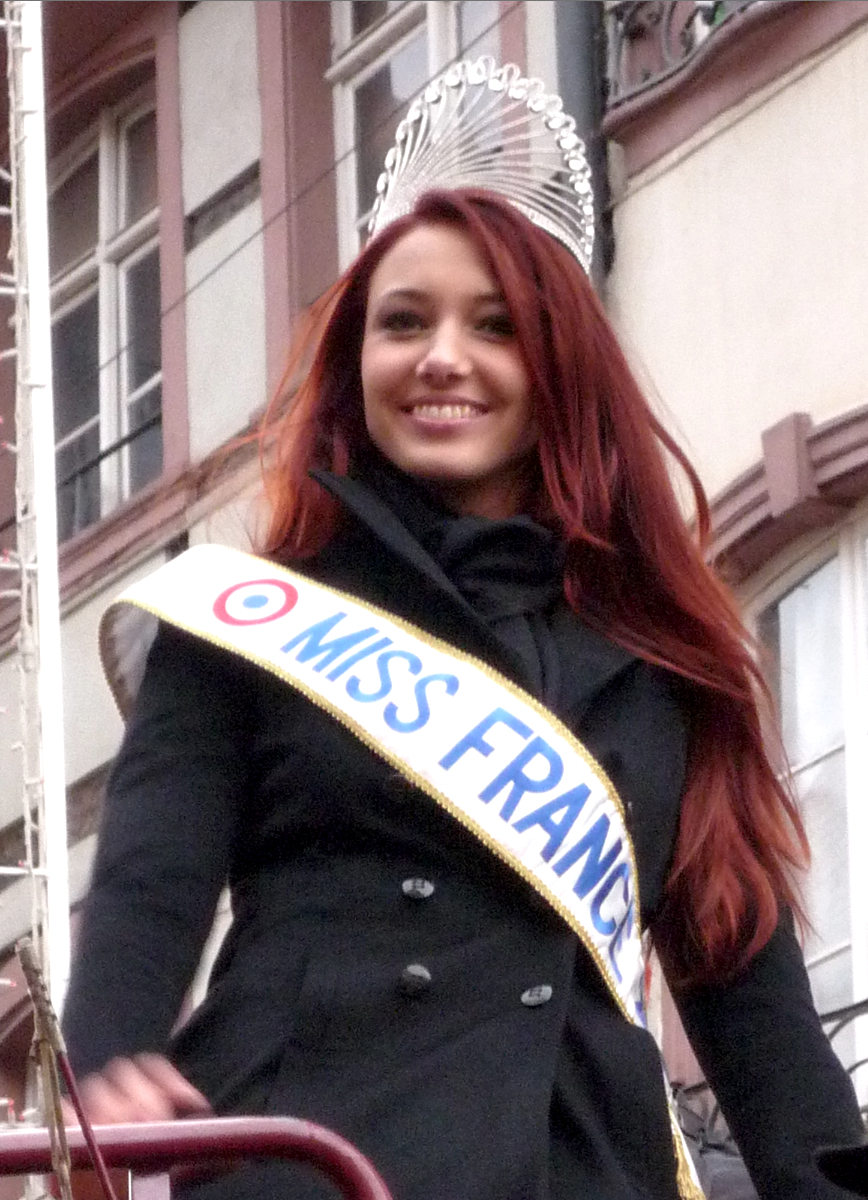
Delphine Wespiser, Miss France et Miss World France 2012.

#### 2000-2009

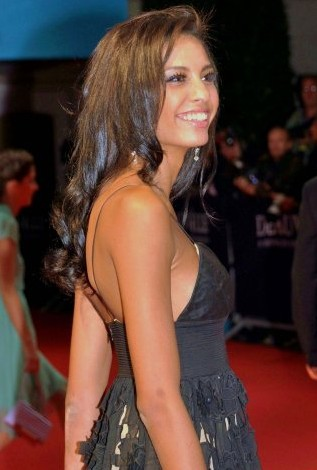
Chloé Mortaud, Miss France, Miss Universe France et Miss World France 2009.
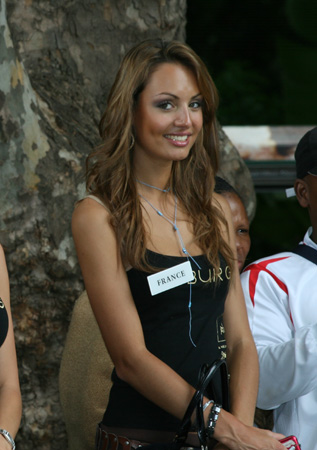
Laura Tanguy, 2e dauphine de Miss France, Miss Universe France et Miss World France 2008.
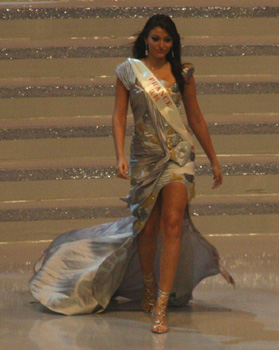
Rachel Legrain-Trapani, Miss France, Miss Universe France et Miss World France 2007.
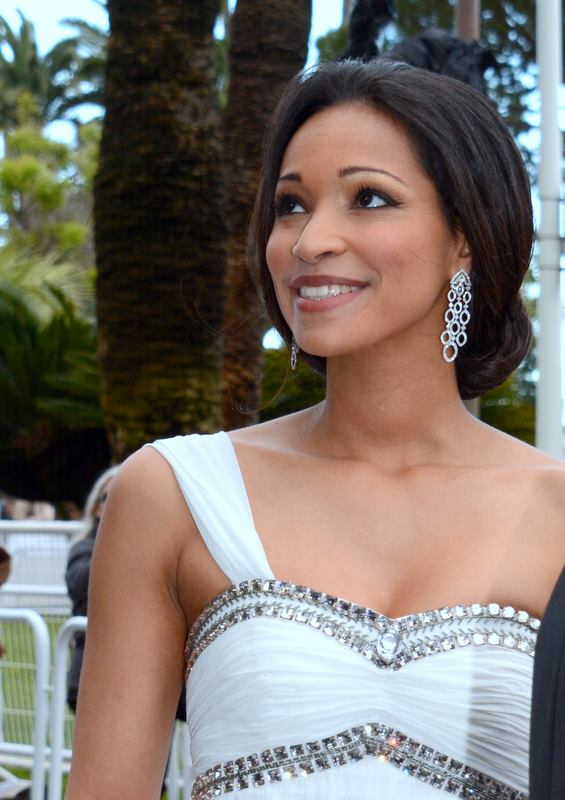
Cindy Fabre, Miss France, Miss Universe France et Miss World France 2005.

#### 1990-1999

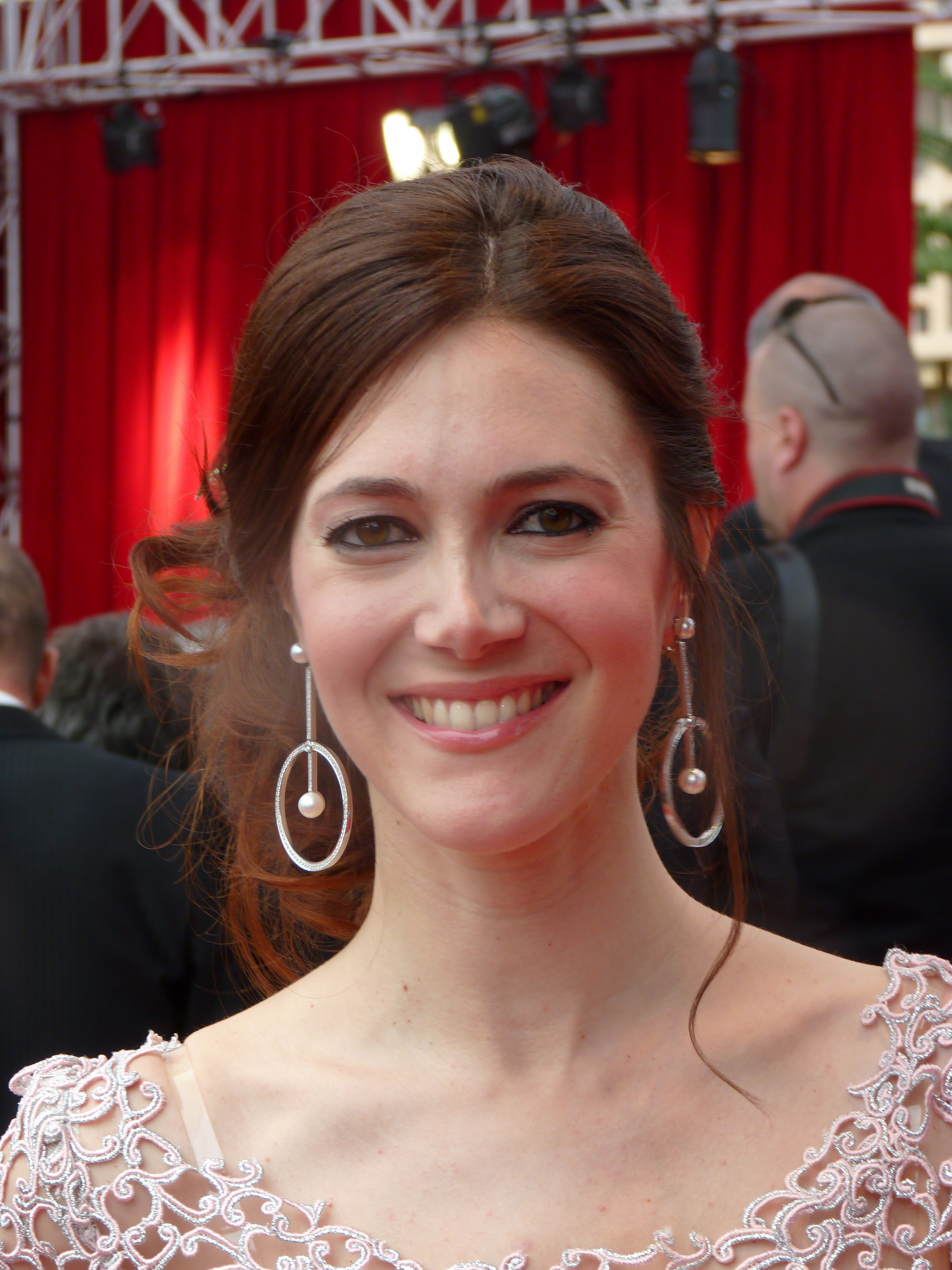
Sandra Bretonès, Miss World France 1999.
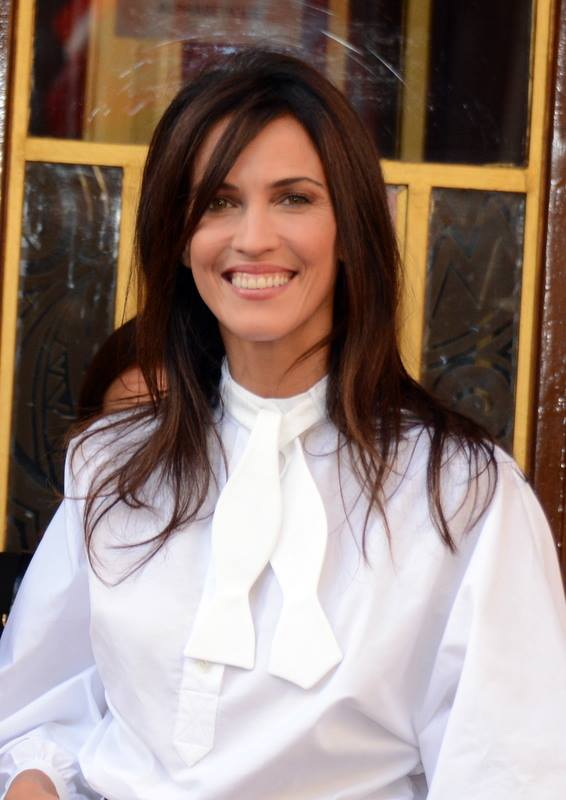
Linda Hardy, Miss France, Miss Universe France et Miss World France 1992.

#### 1970-1979

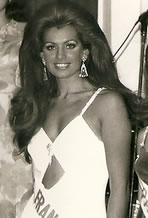
Myriam Stocco, Miss World France 1971

#### 1951-1959

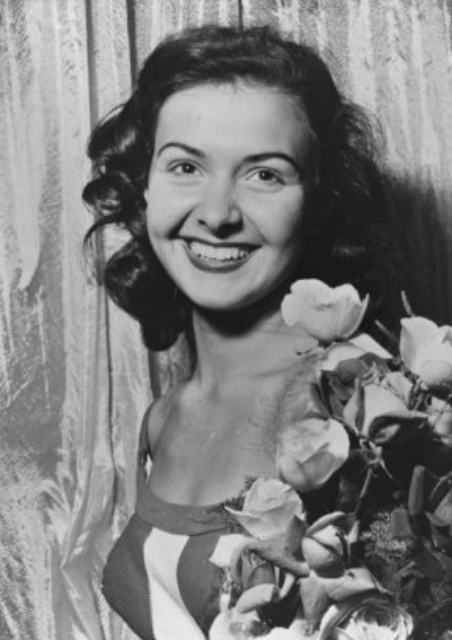
Denise Perrier, Miss World 1953

## Observations
- La France est, avec les États-Unis et le Royaume-Uni, l’un des rares pays à avoir participé à toutes les élections de Miss Monde.
- 55 candidates sont issues du concours national Miss France :
  - dont 35 Miss France.
  - dont 19 dauphines de Miss France.
- L'édition 2020 est annulée à cause de la pandémie de Covid-19.